# تاورات ننوتليغة (ووتليغة)
تاورات ننوتليغة هو دُوَّار يقع بجماعة بني منصور، إقليم شفشاون، جهة طنجة تطوان الحسيمة في المملكة المغربية. ينتمي الدوّار لمشيخة ووتليغة التي تضم 7 دواوير. يقدر عدد سكانه بـ 823 نسمة حسب الإحصاء الرسمي للسكان والسكنى لسنة 2004.

## روابط خارجية
- البوابة الوطنية للجماعات الترابية نسخة محفوظة 12 مارس 2018 على موقع واي باك مشين.
- المندوبية السامية للتخطيط